# 怡愉
怡愉（？—？），號慕溪，陝西西安府涇陽縣人，明朝政治人物。

## 生平
萬曆十三年（1585年）乙酉科陝西鄉試舉人。萬曆二十年（1592年），登壬辰科第三甲第十二名進士，禮部觀政，授河南怀庆府推官，二十五年丁憂，二十八年補镇江府推官，本年仕至兵部主事，卒。

## 家族
曾祖怡隆；祖父怡文昇；父怡鳳岐。